# Vườn quốc gia Pang Sida
Vườn quốc gia Pang Sida là một vườn quốc gia nằm trên khu vực tự nhiên của Dãy Sankamphaeng, thuộc tỉnh Sa Kaeo, miền đông Thái Lan. Vườn quốc gia này nằm về phía bắc của thành phố Sa Kaeo khoảng 28 km về phía bắc. Với diện tích 844 km vuông, vườn quốc gia này là một thành tố của Di sản thế giới Tổ hợp rừng Dong Phayayen-Khao Yai được UNESCO công nhận vào năm 2005.

## Mô tả
Tên của nó được lấy từ tên của cảnh quan nổi bật nhất tại đây, thác Pang Sida. Theo thông tin thu thập được vào năm 2000, vườn quốc gia có tổng cộng 271 loài có xương sống, 81 loài động vật có vú, 143 loài chim (131 loài di trú), 19 loài bò sát, 16 loài lưỡng cư và 19 loài cá nước ngọt.
Vườn quốc gia là nơi trú ẩn của rất nhiều loài động cực kỳ nguy cấp trong đó có Cá sấu Xiêm, Voi châu Á, Bò tót, Sói đỏ, Báo hoa mai, Gấu chó, Gấu ngựa, Vượn tay trắng. Một số loài phổ biến hơn bao gồm Khỉ đuôi lợn, Nai, Hoẵng, Lợn rừng. Hai loài chim có nguy cơ tuyệt chủng cũng được tìm thấy tại vườn quốc gia là Diệc xám và Diệc lửa.
Vườn quốc gia nổi tiếng khi là nơi có nhiều loài bướm. Từ cổng chính của vườn quốc gia vào khoảng 2 km là nơi quy tụ rất nhiều loài trong một số mùa nhất định trong năm. Để bảo vệ sự an toàn cũng như bảo tồn, một cổng kiểm soát du khách trước khi vào khu vực này. Tiếp đó khoảng 6 km nữa là điểm dừng, nơi có thể đi bộ ngắm nhìn đồng cỏ nơi có loài Bò tót có thể quan sát được từ một ngọn tháp.